# ترينا روبنز
ترينا روبنز (بالإنجليزية: Trina Robbins)‏ (17 أغسطس 1938 – 10 أبريل 2024) هي محرِّرة وكاتِبة وفنانة أمريكية، ولدت في 17 أغسطس 1938 في بروكلين في الولايات المتحدة. كانت من أوائل المشاركين في كتب أندرغراوند كوميكس القصصية المصورة، وكانت الأكثر شعبية في الولايات المتحدة في أواخر الستينيات والسبعينيات، وفي المملكة المتحدة في السبعينيات.

## وصلات خارجية
- الموقع الرسمي
- ترينا روبنز على موقع IMDb (الإنجليزية)